# Ferenc Csipes
Ferenc Csipes (Boedapest, 8 maart 1965) is een Hongaars kanovaarder.
Csipes won tijdens de Olympische Zomerspelen 1988 de gouden medaille op de K-4 1000 meter en brons op de K-2 500 meter, vier en acht jaar later won Csipes in de K-4 500 meter de zilveren medaille.
Csipes werd achtmaal wereldkampioen. Csipes zijn dochter Tamara won in 2016 olympisch goud bij het kanovaren.

## Belangrijkste resultaten

### Olympische Zomerspelen
| Editie | Plaats    | Resultaten                      |
| ------ | --------- | ------------------------------- |
| 1988   | Seoel     | K-4 1000m K-2 500m 9e K-1 1000m |
| 1992   | Barcelona | K-4 1000m 7e K-2 500m           |
| 1996   | Atlanta   | K-4 1000m                       |

### Wereldkampioenschappen vlakwater
| Jaar | Plaats   | Resultaten                                        |
| ---- | -------- | ------------------------------------------------- |
| 1985 | Mechelen | K-1 1000 m                                        |
| 1986 | Montréal | K-1 10000 m · K-4 1000 m · K-1 1000 m             |
| 1987 | Duisburg | K-2 500 m · K-4 1000 m · K-1 1000 m · K-2 10000 m |
| 1989 | Plovdiv  | K-4 1000 m                                        |
| 1990 | Poznań   | K-4 1000 m · K-4 500 m                            |
| 1991 | Parijs   | K-4 1000 m · K-1 1000 m · K-2 500 m               |
| 1994 | Duisburg | K-4 500 m                                         |

1964: Anatoli Grisjin & Vjatsjeslav Ionov & Vladimir Morozov & Nikolai Tsjoezjikov ·
1968: Steinar Amundsen & Tore Berger & Jan Johansen & Egil Søby ·
1972: Valeri Didenko & Joeri Filatov & Vladimir Morozov & Joeri Stetsenko ·
1976: Aleksandr Degtjarev & Joeri Filatov & Vladimir Morozov & Sergej Tsjoechrai ·
1980: Bernd Duvigneau & Rüdiger Helm & Harald Marg & Bernd Olbricht ·
1984: Grant Bramwell & Ian Ferguson & Paul MacDonald & Alan Thompson ·
1988: Attila Ábrahám & Ferenc Csipes & Zsolt Gyulay & Sándor Hódosi ·
1992: Mario von Appen & Oliver Kegel & Thomas Reineck & André Wohllebe ·
1996: Detlef Hofmann & Thomas Reineck & Olaf Winter & Mark Zabel ·
2000: Gábor Horváth & Zoltán Kammerer & Botond Storcz & Ákos Vereckei ·
2004: Gábor Horváth & Zoltán Kammerer & Botond Storcz & Ákos Vereckei ·
2008: Abalmasaw & Litvintsjoek & Machnew & Pjatroesjenka ·
2012: Jacob Clear & Dave Smith & Tate Smith & Murray Stewart ·
2016: Marcus Groß & Max Hoff & Tom Liebscher & Max Rendschmidt